# Stödstrumporna
Stödstrumporna var ett feministiskt nätverk som bildades 1991 och var särskilt aktivt månaderna före riksdagsvalet 1994. I nätverket fanns bland andra journalisten Maria-Pia Boëthius och forskarna Agneta Stark och Ebba Witt-Brattström.
Med parollen "Hela lönen, halva makten", och med ett "hot" om att starta ett särskilt kvinnoparti, lyckades de få andra politiska partier att sätta upp fler kvinnor på sina kandidatlistor, samt satsa mer på kvinnofrågor, framför allt kvinnors ökade inflytande inom politiken och på högt uppsatta positioner i samhället.

## Historia
I riksdagsvalet 1991 minskade andelen kvinnor bland riksdagsledamöterna jämfört med riksdagsvalet 1988. Strax efter valet samlades därför ett tiotal kvinnor hos Maria-Pia Boëthius för att diskutera åtgärder mot detta. Man inspirerades av Susan Faludi, och boken Backlash – Kriget mot kvinnorna (1991), som menade att amerikansk media motverkade feministiska framsteg under 1970-talet genom att skylla problem skapade av brist på jämställdhet på feminismen. Stödstrumporna betraktade minskningen av kvinnliga riksdagsledamöter samt statistik som visade på att lönegapet mellan män och kvinnor var på väg att öka som början på en potentiell liknande backlash i Sverige.
Nätverk startades på olika orter och växte snabbt 1992. Syftet var att granska politiska partiers agerande i frågor av intresse för kvinnor och samtidigt utgöra ett stöd för kvinnliga politiker inom alla partier. Boëthius påpekade dock själv att Stödstrumporna hade haft svårt att få med moderater i nätverket. Tidigt förekom också påståenden, bland annat från stockholmspartisten Agneta Dreber, om att nätverken hade en tydlig vänsterprägel och att kvinnor med borgerliga åsikter inte var välkomna på mötena.
"Hotet" om att starta ett kvinnoparti var främst ett medialt trick för att generera uppmärksamhet och övertyga de etablerade partierna till att ta frågan om jämställd representation på allvar. Vilket man också lyckades med: under parollen "Varannan damernas" införde Socialdemokraterna, Vänsterpartiet, Miljöpartiet och dåvarande Folkpartiet (idag Liberalerna) varvade listor till riksdagsvalet 1994.